# 개포초등학교
개포초등학교(開浦初等學校)는 대한민국 부산광역시 부산진구에 있는 공립 초등학교이다.

## 학교 연혁
- 1989년 1월 25일: 개교*
- 2000년 3월 14일: 장미터널 조성
- 2006년 10월 해오름 도서실, 개포 장미관 개관식

## 참고 자료
- 개포초등학교 - 한국교육학술정보원 학교알리미